# Octaleurodicus nitidus
Octaleurodicus nitidus là một loài côn trùng cánh nửa trong họ Aleyrodidae, phân họ Aleurodicinae.
Octaleurodicus nitidus được Hempel miêu tả khoa học đầu tiên năm 1922.